# Georg Milbradt
Georg Milbradt (ur. 23 lutego 1945 w Eslohe) – niemiecki polityk, ekonomista i nauczyciel akademicki, profesor, działacz Unii Chrześcijańsko-Demokratycznej (CDU), w latach 1990–2001 minister finansów Saksonii, latach 2002–2008 premier tego kraju związkowego.

## Życiorys
Jego ojciec był rolnikiem z okolic Poznania, po II wojnie światowej rodzina osiedliła się w Dortmundzie. Georg Milbradt w 1964 zdał egzamin maturalny, studiował następnie ekonomię, nauki prawne i matematykę na Westfalskim Uniwersytecie Wilhelma w Münster, uzyskując w 1968 dyplom z ekonomii. W 1973 obronił doktorat, habilitował się w 1980. W latach 70. był nauczycielem akademickim głównie na macierzystej uczelni, powrócił na nią w 1985 na stanowisko profesora. W latach 1980–1983 wykładał na Uniwersytecie Jana Gutenberga w Moguncji.
W 1973 wstąpił do Unii Chrześcijańsko-Demokratycznej. W latach 1975–1982 był radnym miejskim w Münster, następnie do 1990 kierował departamentem finansowym we władzach tego miasta. W 1990 objął stanowisko ministra finansów w rządzie Saksonii kierowanym przez Kurta Biedenkopfa. Odszedł z tego urzędu w 2001 po konflikcie z premierem. Od 1994 do 2009 był posłem do saksońskiego landtagu, a w latach 1999–2001 wiceprzewodniczącym CDU w Saksonii. Od 2000 do 2008 zasiadał w zarządzie federalnym partii chadeckiej. W 2001 zastąpił Kurta Biedenkopfa na funkcji przewodniczącego saksońskiej CDU, a w 2002 na urzędzie premiera Saksonii, który sprawował do 2008. Po odejściu z bieżącej polityki w 2009 powrócił do pracy naukowej jako profesor Uniwersytetu Technicznego w Dreźnie.
W 2017 został powołany na stanowisko specjalnego wysłannika niemieckiego rządu do spraw programu reform administracji publicznej i samorządu lokalnego na Ukrainie. Został doradcą ukraińskiego rządu w zakresie projektowania i wdrażania reformy terytorialnej państwa, w ramach której do 2022 utworzono około 1500 nowych gmin. W tym samym roku na wniosek minister rozwoju Svenji Schulze jego mandat został przedłużony.
Również w 2022 z ramienia frakcji poselskiej CDU w Saksonii wchodził w skład Zgromadzenia Federalnego, wybierającego prezydenta Niemiec.

## Odznaczenia
W 2013 odznaczony Krzyżem Komandorskim z Gwiazdą Orderu Zasługi Rzeczypospolitej Polskiej.